# Hüseyin Kuday
Hüseyin Kuday (* 20. Juni 1987 in Karlsruhe) ist ein türkischer Fußballspieler.

## Karriere
Kuday wurde in der Jugend vom Karlsruher SC ausgebildet, begann seine Profikarriere aber im Jahr 2006 in der Türkei bei MKE Kırıkkalespor. 2008 wechselte er zu Körfez Iskenderunspor und kam hier auf 68 Einsätze bei 17 Toren. Nach Zwischenstationen bei Elazığspor, Turgutluspor und Altay Izmir wechselte er 2013 zu Orduspor, wo er lediglich bei zwei Pokalspielen eingesetzt wurde. Am 1. September 2014 wechselte er zu Trabzon Akçaabat FK, kehrte aber nach vier Einsätzen zu Orduspor zurück.